# Cyclamen graecum
Cyclamen graecum ist eine Pflanzenart aus der Gattung Alpenveilchen (Cylamen) innerhalb der Familie Primelgewächse (Primulaceae). Sie ist hauptsächlich auf dem südlichen griechischen Festland und den ägäischen Inseln verbreitet.

## Beschreibung

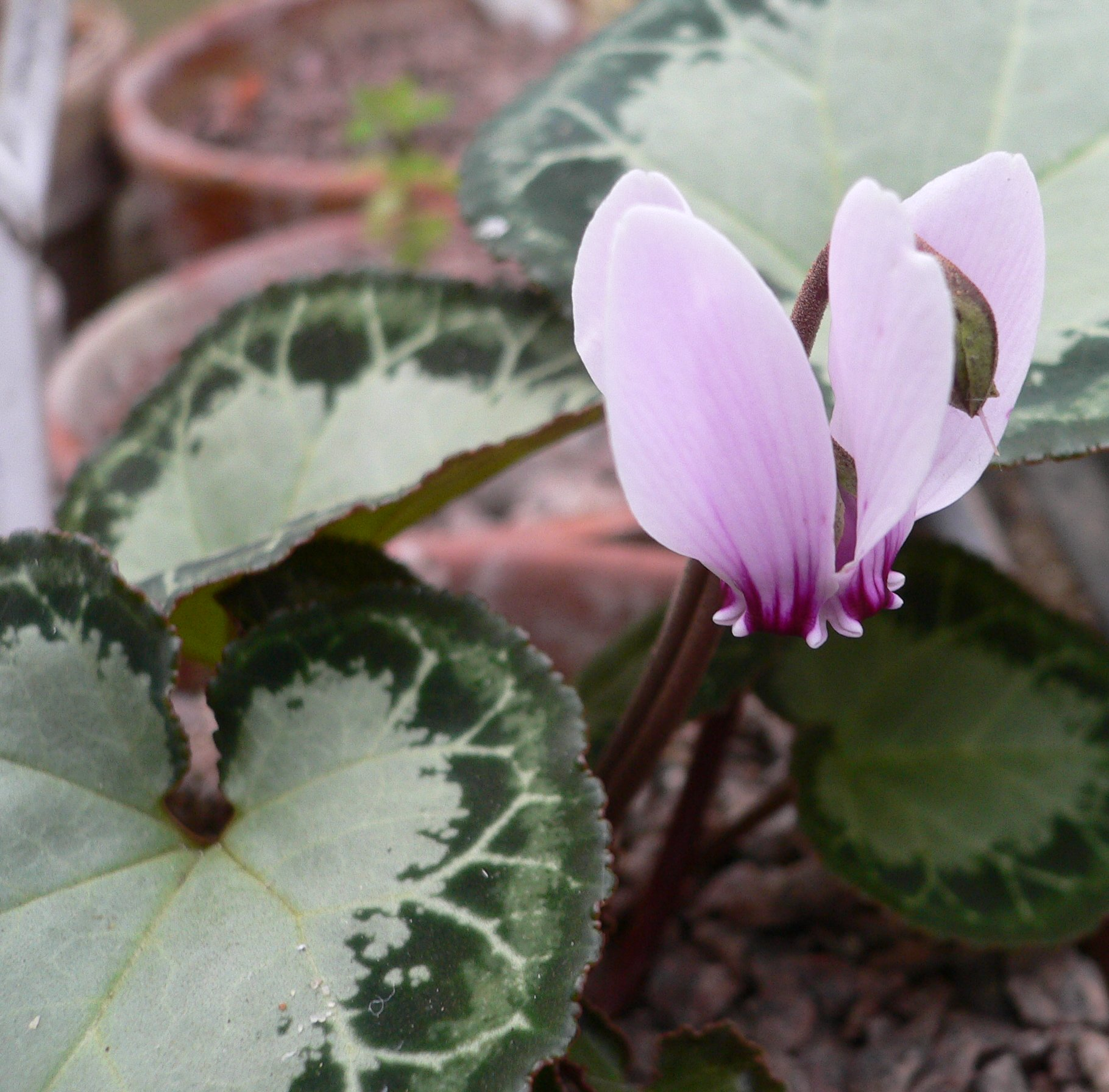
Blüte von Cyclamen graecum

Cyclamen graecum wächst als ausdauernde krautige Pflanze und erreicht Wuchshöhen von 10 bis 15 cm. Sie bildet als Überdauerungsorgan eine Knolle aus, die in der Mitte der Unterseite stark bewurzelt ist. Die Knollen wachsen beständig über viele Jahre und können Durchmesser von 15 bis 20 cm und eine Masse von einigen Kilogramm erreichen. Ihre Oberfläche wird mit zunehmendem Alter rau und schuppig.
Die Blütezeit ist abhängig von den Niederschlägen und liegt im September bis November. Bei spät einsetzenden herbstlichen Niederschlägen blüht sie bis in den Dezember hinein.
Die Blüten sind blass rosa bis tief rosa purpurn mit zwei dunklen Flecken am Grunde des Kronblattes, aber auch rein weiß.
Die fünf Kronblätter sind zurückgebogen, 15–25 mm lang und sind 90° um ihre Längsachse gedreht.
An der Basis der Blütenblätter sind deutlich Blattöhrchen ausgebildet und die Blütenblätter sind dort dunkler gefärbt als im oberen Teil. Von der Basis aus verlaufen einige farbige, langsam verblassende Linien über die Blütenblätter. Die Blüten sind meistens geruchlos, aber bei einigen Pflanzen auch leicht duftend.
Der Blütenstiel rollt sich nach der Befruchtung der Blüte zusammen und zwar beginnend in der Mitte des Stieles. Das unterscheidet C. graecum von den meisten anderen Cyclamenarten (z. B. Cyclamen hederifolium), bei denen das Zusammenrollen des Stieles an der Blüte beginnt. Die in den Stiel eingerollten Fruchtkapseln reifen auf dem Boden liegend bis zum Frühjahr.
Die Laubblätter erscheinen erst einige Zeit nach dem Beginn der Blüte (je nach verfügbarer Feuchtigkeit). Die Blattstiele sind gerade nach oben gerichtet und tragen dreieckig, herzförmig breite Blätter. Sie erreichen eine Größe von 5–15 cm Länge und 3–13 cm Breite.
Die Blattmuster sind sehr variabel in Form und Farbe.
Das Blattmuster auf der Oberseite entsteht aus verschiedensten Schattierungen von Grün, Grau, Silber oder gelegentlich Creme. Die Blattunterseite ist violett oder gelegentlich grünlich. Der Blattrand ist etwas verdickt und leicht gezähnt.

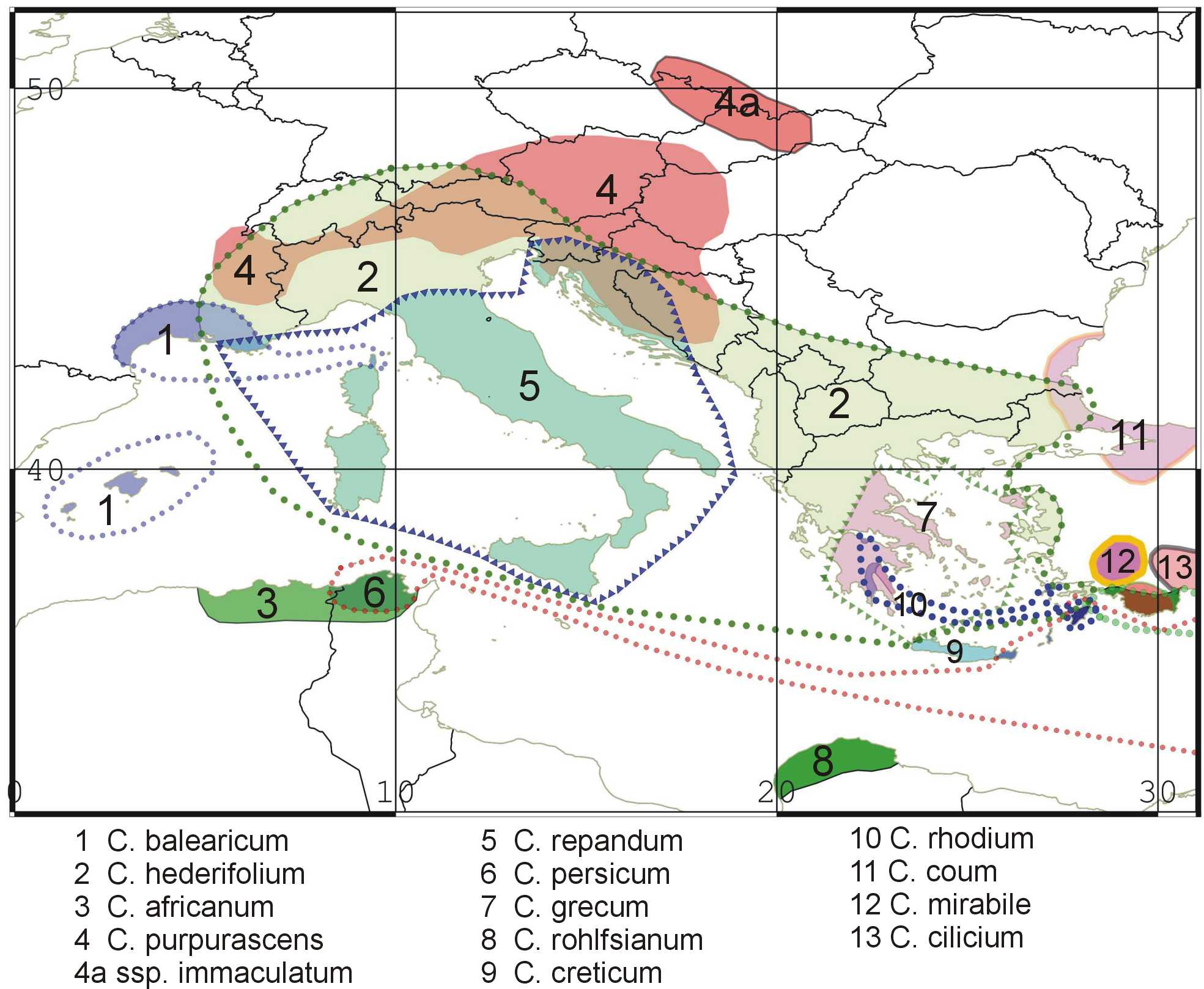
Karte der natürlichen Verbreitung der Gattung Cyclamen in Europa, Asien und Afrika. Cyclamen graecum ist die Nr. 7. (Versuch auf Grundlage der nicht immer widerspruchsfreien Angaben in Wikipediaartikeln und auf „cyclamen.org“).

## Vorkommen
Das Verbreitungsgebiet von Cyclamen graecum subsp. graecum ist das südliche Festland von Griechenland, der Peloponnes, die Kykladen, die Inseln der östlichen Ägäis (ohne Rhodos) und kleine Gebiete im Nordwesten Kretas. Cyclamen graecum subsp. candicum ist ein Endemit Kretas und dort weiter verbreitet. Cyclamen graecum gedeiht in Gebieten mit heißen trockenen Sommern und milden feuchten Wintern in 0–800 m Höhe. Anzutreffen sind sie auf Lehm über Kalkstein, in Erdmulden, Felsspalten, unter Büschen, in alten Olivenplantagen oder in vollschattigen Lagen.
Anhand der Eigenschaften der Blüten unterscheidet man die beiden Unterarten von Cyclamen graecum.
- Cyclamen graecum subsp. graecum (Synonym: C. graecum subsp. mindleri (Heldr.) A.P.Davis & Govaerts, beschrieben von Aigina, gelegentlich als die kretische Unterart subsp. candicum fehlgedeutet) – rosa Blüten mit dunkleren Flecken an der Nase.
  - Cyclamen graecum subsp. graecum f. album – vollständig weiße Blüte.
- Cyclamen graecum subsp. candicum Ietsw. – Blüten weiß oder matt rosa mit deutlich ausgeprägten Blattöhrchen.

Die heutige Art Cyclamen maritimum wurde früher als Unterart Cyclamen graecum subsp. anatolicum geführt.

## Nutzung
Aufgrund der äußerst variablen Blätter ist Cyclamen graecum auch außerhalb der Blütezeit über viele Monate eine sehr attraktive Pflanze. Sie ist in Mitteleuropa nicht winterhart, kann aber im frostfreien Gewächshaus überwintert werden.

## Galerie

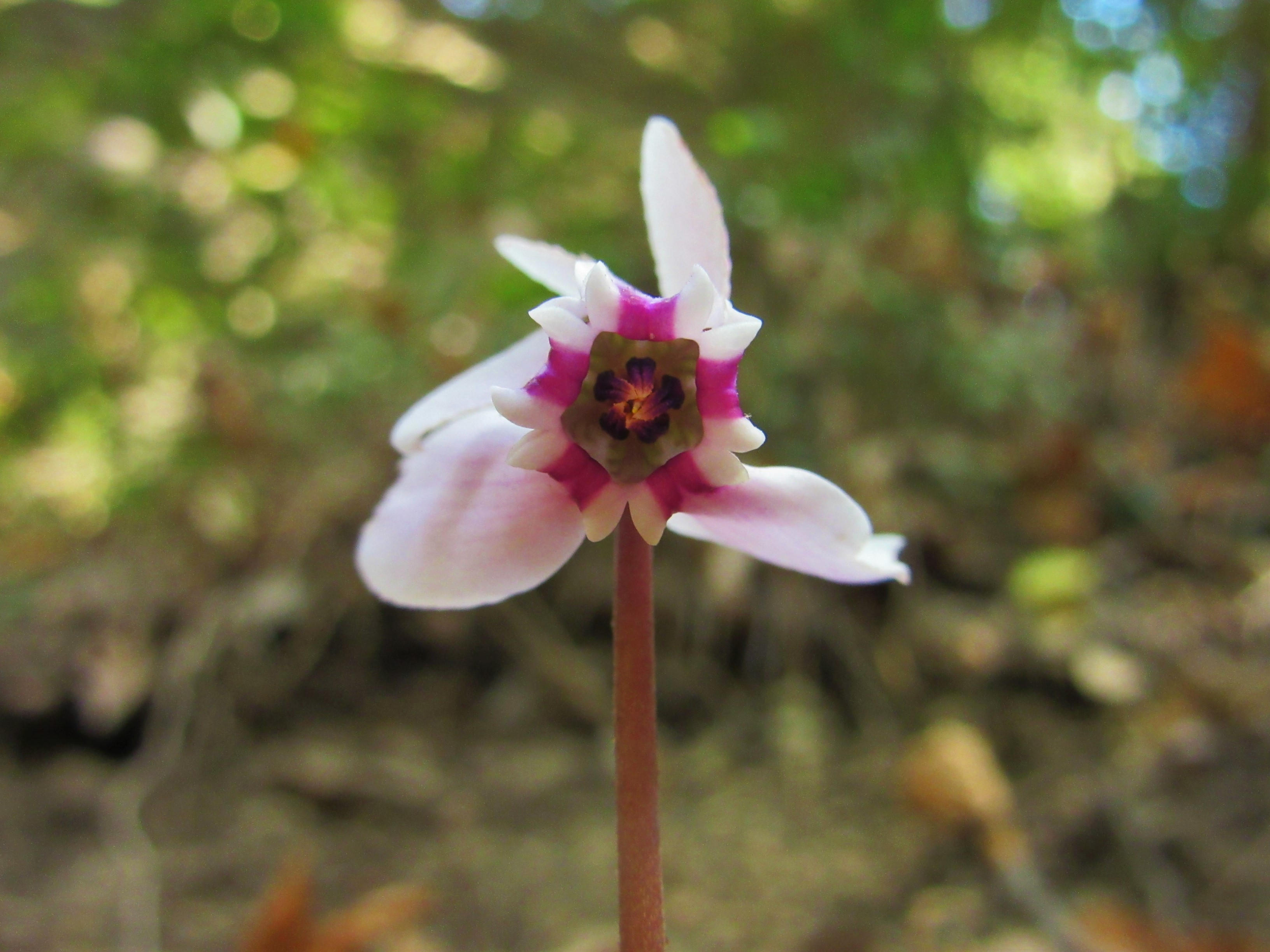
Blütendetails
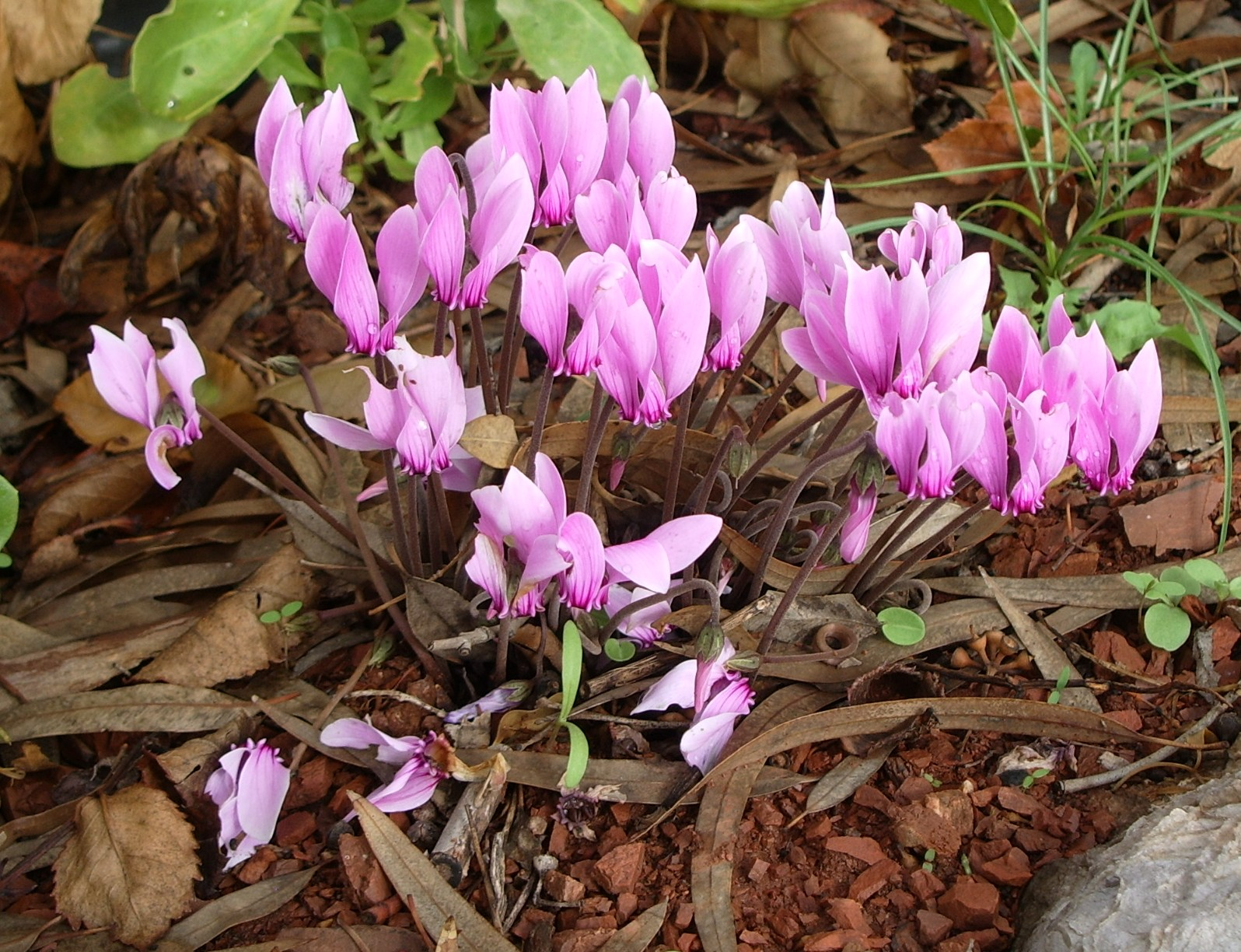
Einrollen der Stiele an der Stilmitte (Peloponnes)
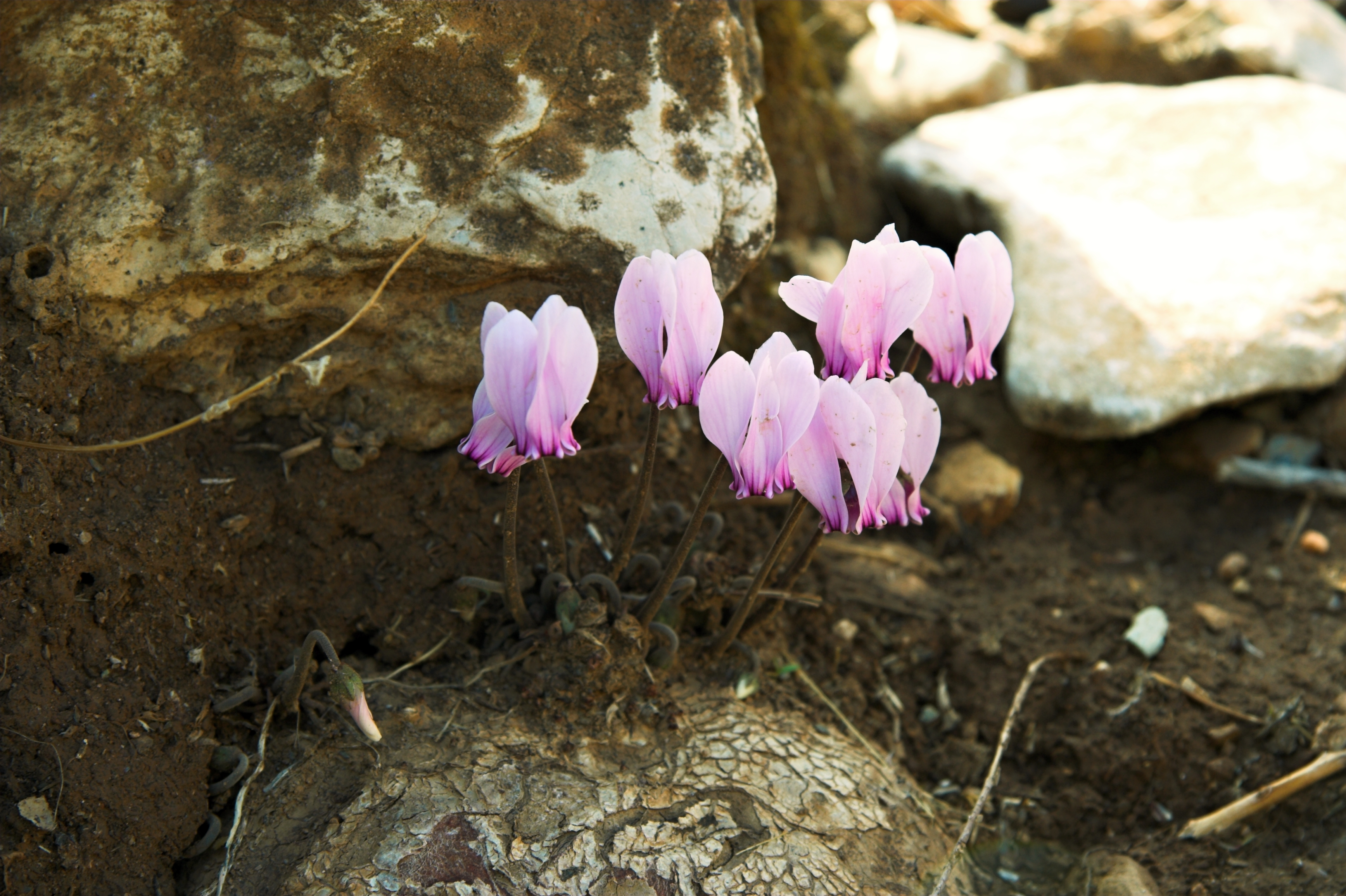
Blüten auf großer schuppiger Knolle (SO Naxos)
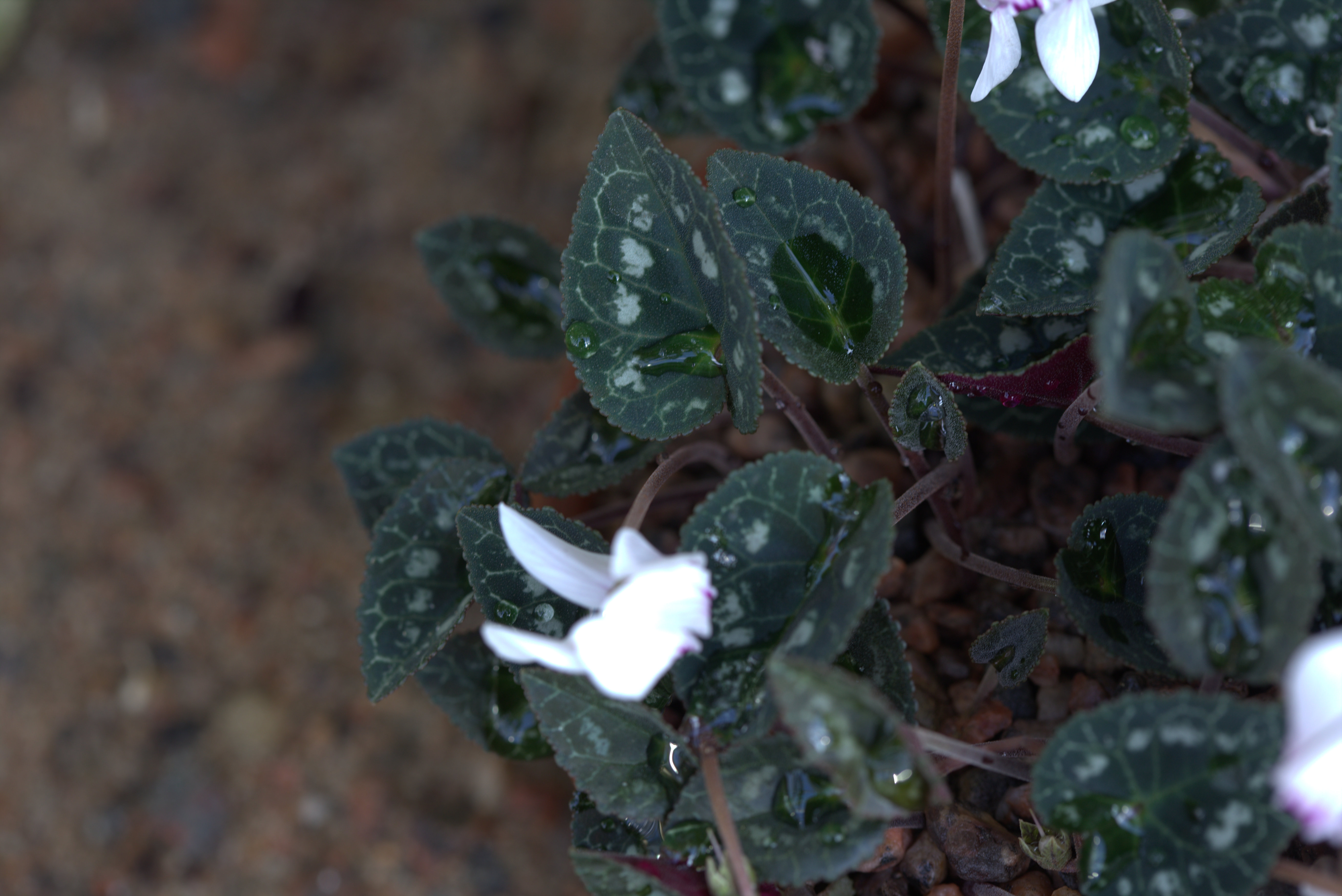
Blätter (subsp. candicum)